# Snap (entreprise)
Pour les articles homonymes, voir Snap.
Snap Climbing est une entreprise française spécialisée dans le matériel d'escalade, en particulier les crash pads, les baudriers, les sacs à dos, les dégaines ou les vêtements. Elle propose également des produits pour s'entraîner tels que des poutres de traction.
La SARL fondée à Chamonix à la fin des années 1990, est basée à Saint-Jorioz en Haute-Savoie, après avoir eu son siège dans l'agglomération annécienne en 2001. Elle a été connue du milieu des grimpeurs notamment grâce à des publicités « décalées ». Elle a par exemple donné des noms de hamburgers à ses crash-pad ou a présenté ses produits avec des slogans fort.

## Historique

Ancien logo de Snap Climbing (au moins avant 2005).

En 1996, Snap a commencé à produire des dégaines avec doigt à fil. En 2000, l'entreprise commercialise son premier crash pad ce qui représente la majorité de sa gamme de vente. L'année suivante, elle réussit à appliquer une couture (sur ses dégaines ou ses baudriers) ayant la forme de son logo.  
Début 2019, la marque a été rachetée par le réseau de salles d'escalade Arkose.   

## Ambassadeurs
Parmi les athlètes ayant représenté la marque, on trouve :
- Andrew Earl ;
- Guillaume Glairon Mondet ;
- Romain Desgranges ;
- Stéphanie Crouvisier ;
- Matthieu Saulnier ;
- Sébastien Boussogne ;
- Philippe Girard ;
- Shin-ichi Yazaki ;
- Émilie Verdier ;
- Lucas Menegatti ;
- Olivier Lebreton ;
- Étienne Januel ;
- Sébastien Valran ;
- Mélissa Le Nevé ;
- Aya Onoe ;
- Kohichi Shibata ;
- YaYoi Ogawa ;